# A.D.I.D.A.S.
Az A.D.I.D.A.S. egy dal, amit a Korn nevű amerikai nu metal együttes írt, és a második stúdióalbumukon, a Life Is Peachyn volt hallható először. A második kislemezként jelent meg az albumról 1997. március 4-én.

## A cím
Még a '70-es években ismertté vált az a szóvicc, miszerint az A.D.I.D.A.S. az All Day I Dream About Sex-nek, azaz "Minden nap a szexről álmodom"-nak a rövidítése. A dal is ezt dolgozza fel, és semmi köze nincs az Adidas márkához.
A refrénben is az "All Day I Dream About Sex" hangzik el; jobban mondva ebből áll a refrén, valamint minden második sorban a "sex" szócskát "fuc.ing"ra cseréli, bár ezzel a jelentés nem változik.

## Előadása
A legnagyobb tömeg, ami előtt előadták a dalt, valószínűleg az 1999-es Woodstock fesztiválon gyűlt össze. Több mint 275.000-en hallgatták végig a számot. 2007-ig minden koncerten eljátszották, kötelező dalnak számított, ám azóta egyre ritkábban adják elő, pedig mai napig az egyik legismertebb és legsikeresebb Korn dalnak számít.

## Videó
A Life Is Peachy albumról egyedül az A.D.I.D.A.S.-hoz készült klip, bár a No Place to Hide is hasonlóan ismert, sőt azt még Grammy-díjra is jelölték.
A videót Joseph Kahn rendezte. A történet egy karambol körül forog, amely az összes Korn tag halálát okozta. Stricik és prostituáltak voltak velük az autóban. A rendőrök és a tűzoltók fekete zsákokba rakják a tagokat, amelyben azonban mozognak, és élőnek tűnnek. Ám nem veszik ki őket a zsákokból. Ezek után egy groteszk hullaházba szállítják őket, ahol a boncmester megvizsgálja a holttesteket. Amikor levetkőzteti őket, kiderül, hogy az énekes, Jonathan Davis női bugyit és melltartót viselt.

## Reklám
A szám, bár semmi köze nincs hozzá, mégis egyfajta reklámozása a német Adidas cégnek. A kezdeti években az egyik kedvenc márkájuk volt, ma is gyakran láthatjuk őket Adidas ruhában. Mindezek ellenére 1998-ban az Adidas riválisával, a Puma céggel írtak alá egy szerződést, miszerint az ő ruháikat reklámozzák.

## Különböző kiadványok
Ausztráliai kiadás:
1. "A.D.I.D.A.S." – 2:37
2. "Chi" (élő) – 4:47
3. "A.D.I.D.A.S." (The Wet Dream mix) – 3:37
4. "Wicked" (Tear the Roof Off mix) – 3:46
5. "A.D.I.D.A.S." (Synchro dub) – 4:28
6. "A.D.I.D.A.S" (videó) – 2:32

Amerikai kiadás
1. "A.D.I.D.A.S." (Synchro dub) – 4:27
2. "A.D.I.D.A.S." (Under Pressure mix) – 3:55
3. "A.D.I.D.A.S." (The Wet Dream mix) – 3:35
4. "Wicked" (Tear the Roof Off mix) – 3:47

Angol kiadás #1
1. "A.D.I.D.A.S." (rádió mix) – 2:32
2. "Chi" (élő) – 4:46
3. "Ball Tongue" (élő) – 4:56
4. "Lowrider/Shoots and Ladders" (élő) – 6:15

Angol kiadás #2
1. "A.D.I.D.A.S." – 2:33
2. "Faget" – 5:51
3. "Porno Creep" – 2:03
4. "Blind" – 4:19

Ausztriai és svéd kiadás
1. "A.D.I.D.A.S." (rádió mix) – 2:35
2. "Ball Tongue" (élő) – 4:56
3. "Lowrider/Shoots & Ladders" (élő) – 6:14

A második és harmadik számot Bronco Bowl-ban vették fel, ami Texas-ben van, november 23-án, 1996-ban.

## Lásd még
A cenzúrázott verzió. YouTube